# 汗血馬

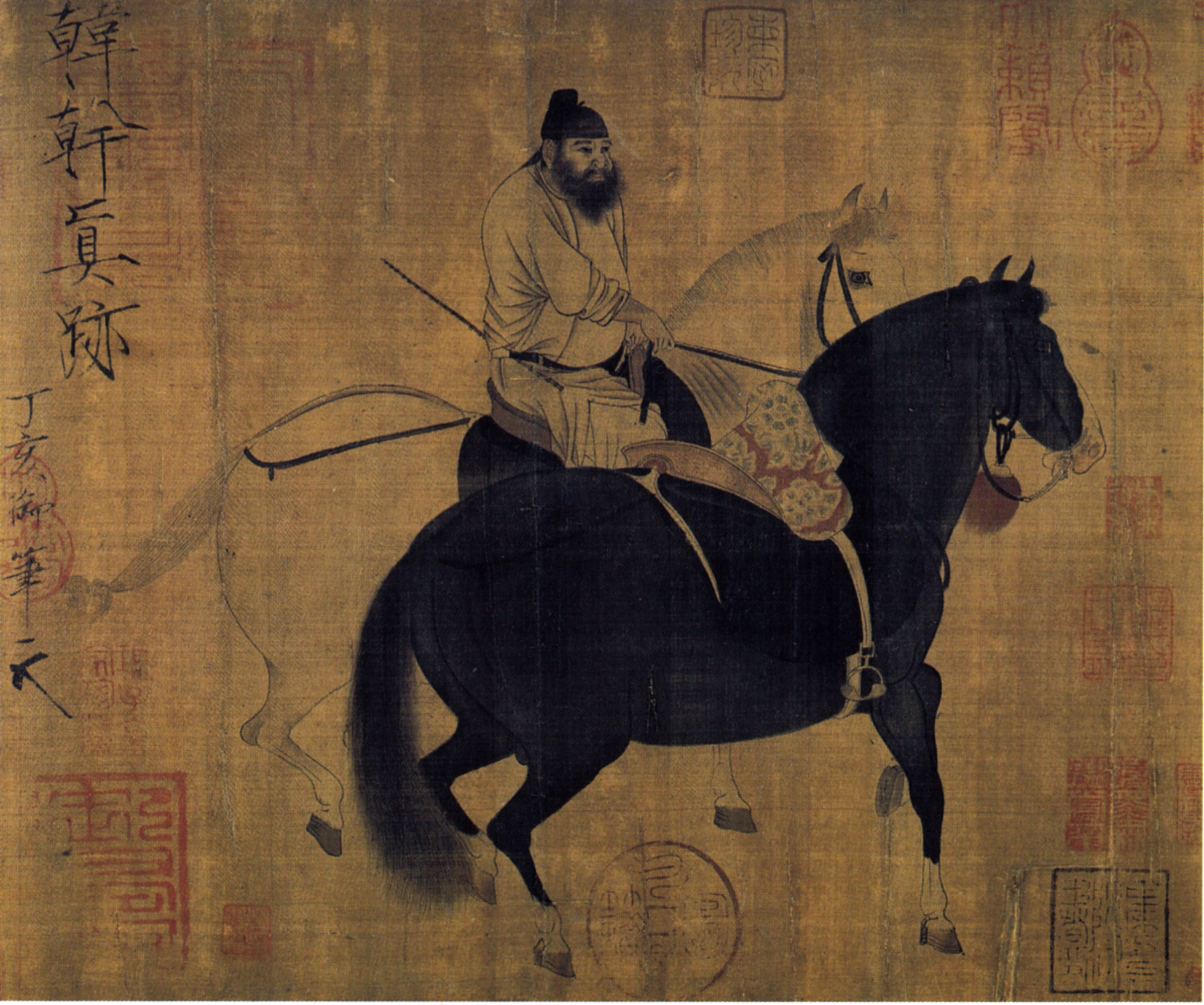
韓幹畫馬

汗血馬，又名汗血寶馬、大宛馬、大宛良馬、天馬、阿哈爾捷金馬，中亞出產的一种良駒，山地馬种、抗疲劳，蹄坚硬，甚至可以“日行千里”。目前汗血寶馬在中国已经绝迹，在土庫曼境内也只有3000匹左右，屬於该国国寶，并被绘制在土庫曼國徽中央。
史載大宛國人把五色母馬放在山下，野馬與母馬交配，生下汗血寶馬。汗血馬以出汗血而聞名，20世纪的研究表明，这种棕红色的汗血可能是由寄生虫多乳嘴絲狀蟲所造成，亦有專家持反對意見。

## 产地
马史学家认为，汗血马其实就是现存於土库曼的阿卡爾特克馬，產於土庫曼科佩特山脉和卡拉库姆沙漠间的阿卡爾绿洲，是经过三千多年培育而成的世界上最古老的馬種之一，德、俄、英等国的名馬大都有阿卡爾特克馬的血统。

## 汉攻大宛之战
張騫出使西域時，在大宛國發現這種汗出如血的寶馬。漢武帝為了寶馬遣使帶黃金二十萬兩及一匹黃金鑄成的金馬去貳師城求換，大宛王拒絕，「漢使怒，妄言，樵金馬而去」，大宛王見漢使無禮，命東部邊境郁成城（烏茲根城）的鎮守大將郁成王攔住漢使，殺死全部使團。武帝大怒，兩次派兵征伐大宛。
第一次發兵，封寵妃李夫人之弟李廣利為貳師將軍，率屬國騎兵六千及郡國精兵數萬往討。西域路遠，沿途的小國又閉門拒供水糧，至大宛東邊屬邑郁成，兵未至已敗，退至敦煌，減員十之八九。武帝聞之震怒，下令退入玉門關者立斬。李廣利只好在敦煌過冬。
一年後，漢武帝再調集全國囚徒、商人等六萬多人、馬三萬匹，牛十萬頭，挾厚備再討。這一次西域小國畏懼，壼漿簞食以迎，只有輪台閉拒，即遭屠城。漢軍圍攻大宛城四十餘日，殺死大宛兵將無數。太初四年，大宛人最後被迫殺王求和，漢軍選良馬數十匹，中等以下公母馬三千匹，但經長途跋涉，到達玉門關時僅餘汗血馬一千多匹。皇帝大喜，封廣利為海西侯，軍官各有封賞。

## 其他汗血马
在唐朝歷史唐太宗時，西域進貢千里馬，據說有「汗血寶馬」。唐太宗的「昭陵六駿」，其中「特勒驃」傳聞就是突厥贈送的「汗血寶馬」。

在小说之中，也出现过汗血马，例如《三國演義》關羽、呂布之赤兔馬和《射鵰英雄傳》郭靖的小紅馬。
2000年，中共中央总书记、中国国家主席江泽民首次访问土库曼时，总统尼亚佐夫为表達土库曼人民对中国人民的友好情谊，决定将一匹汗血宝马作为国礼送给了江泽民，此前英国女王伊利沙伯二世和俄罗斯总统普亭也曾接受过这样贵重的礼物。
2014年，中共中央总书记、中国国家主席习近平于5月12日晚与土库曼总统库尔班古力·别尔德穆哈梅多夫共同出席在人民大会堂举行的世界汗血马协会特别大会暨中国马文化节主席会议。习近平接受了库尔班古力·别尔德穆哈梅多夫代表土方赠予中方的一匹汗血马。世界汗血马协会2011年在土库曼成立，库尔班古力·别尔德穆哈梅多夫总统任主席。协会共有成员国、观察员国60个，中国马业协会是首批会员。协会2014年5月12日至14日在华举办特别大会暨中国马文化节，主要活动有主席会议，开、闭幕式，北京国际马展，中国马文化艺术展，主题论坛等。

土库曼斯坦国徽上的汗血马图案
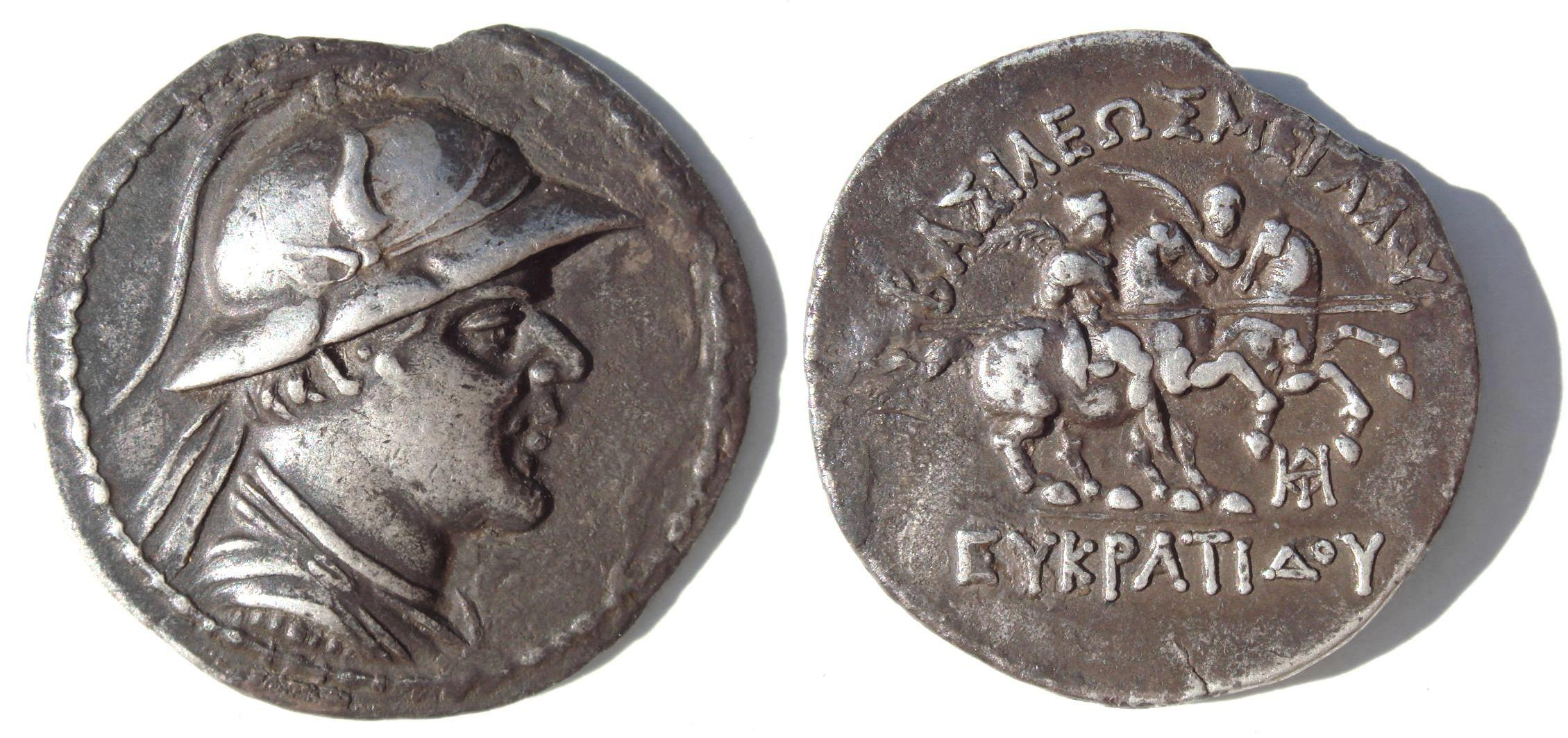
銅錢：歐克拉提德一世及其大宛馬
公元前141年的大宛
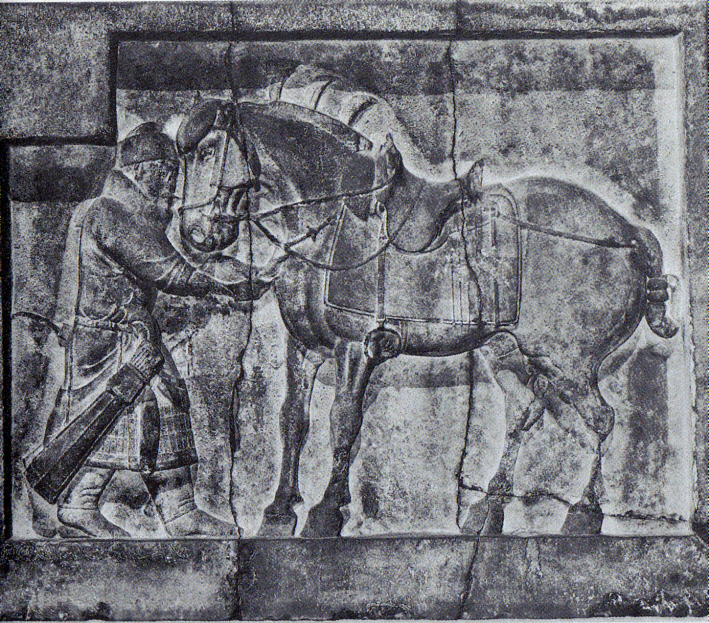
唐太宗之馬
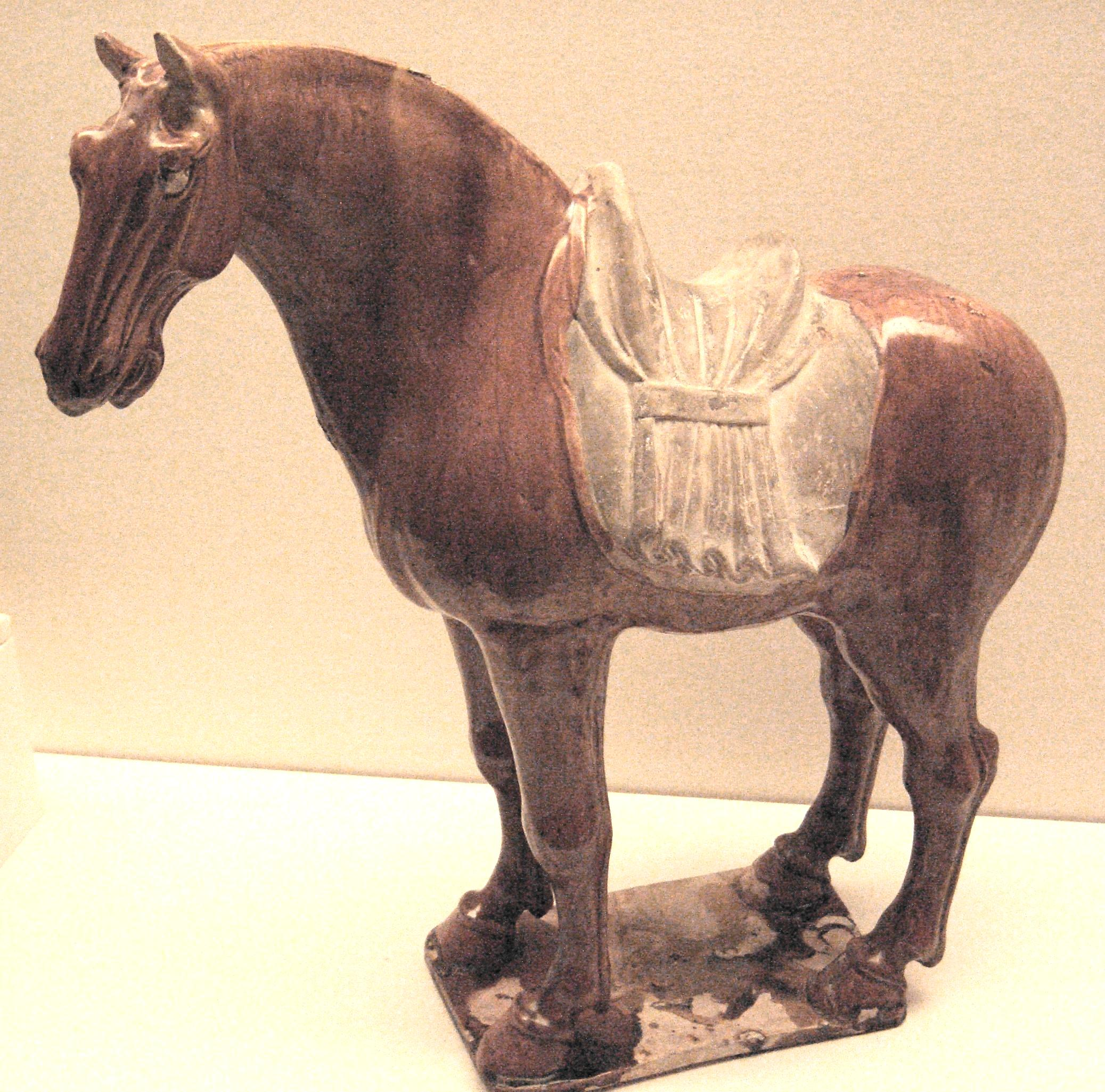

### 引用
1. 1 2  土库曼曾将一匹汗血寶馬作为国礼送给江泽民 的存檔，存档日期2013-09-07.
2. ↑  傳說中的汗血寶馬為何在中國消失 的存檔，存档日期2013-07-21.
3. ↑  《漢書》記載，因「天子好宛馬，使者相望於道，一輩大者數百，少者百餘人，所齎操，大放博望侯」
4. ↑  《漢書》載：「漢無攻我，我盡出良馬，姿所取，而給漢軍食。即不聽我，我盡殺善馬。」中國哲學書電子化計劃 （页面存档备份，存于）
5. ↑  土库曼斯坦赠送中方汗血马 习近平接受(图) （页面存档备份，存于），香港凤凰网2014年5月13日报道

### 书籍
- 《海市蜃楼中的的帝国：丝绸之路上的人、神与神话》 喀什维吾尔出版社 2005年1月 ISBN 7-5373-1329-6